# تيتانات الرصاص
تيتانات الرصاص مركب كيميائي من الرصاص والتيتانيوم والأكسجين صيغته PbTiO3، وهو ملح الرصاص لحمض التيتانيك وينتمي إلى مجموعة التيتانات، ويوجد في الشروط القياسية على شكل مسحوق بلوري أصفر اللون.

## الوفرة
يوجد تيتانات الرصاص في الطبيعة على هيئة معدن مقدونيت macedonite.

## الخواص
يوجد المركب في الشروط القياسية على شكل مسحوق بلوري أصفر، صعب الانحلال في الماء. وهو من المركبات السامة.
تأخذ بلورات تيتانات الرصاص بنية بلورية مكعبة من نمط بيروفسكيت. عند درحات حرارة تصل إلى 760 كلفن، يحدث تحول طوري إلى النمط البلوري الرباعي الذي له خواص فروكهربائية Ferroelectricity.

## الاستخدامات
يدخل في تركيب تيتانات زركونات الرصاص، وهو مركب له خواص فروكهربائية وكهربائية انضغاطية.